# Bešamelová omáčka

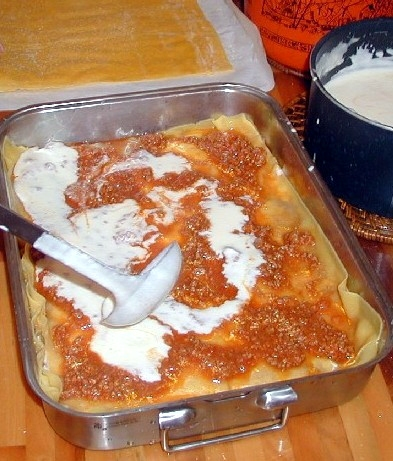
Italské lasagne s bešamelovou omáčkou

Bešamelová omáčka, krátce bešamel nebo béchamel je světlá základní omáčka. Jde o tradiční specialitu především francouzské kuchyně.  Od sedmnáctého století  je považováno za jednu z "mateřských" omáček francouzské kuchyně . Tvoří základ mnoha dalších omáček – např. omáčky Mornay, nebo hořčičné omáčky.

## Příprava
Příprava omáčky je velice rychlá a jednoduchá. Tmavou máslovou jíšku zalijeme mlékem. Rozšleháme, provaříme a dochutíme muškátovým květem a cibulí.
Podávat se může k masu, těstovinám nebo ji lze použít k přípravě dalších omáček, například s houbami, nebo bílým vínem.

## Historie
Balsamell nebo Besciamella je italský ekvivalent francouzského Béchamelu: velmi jednoduchá bílá omáčka z mouky, másla a mléka. Omáčka byla původně z renesančního Toskánska a byla známá jako „Salsa Colla nebo Colletta“ („lepkavá omáčka“) kvůli lepkavé konzistenci omáčky a do Francie ji v roce 1533 přivezli šéfkuchaři Catheriny de 'Medici.V italských receptech z doby renesance byla známa jako „salsa colla“. Přejmenována byla mnohem později  ve slavné francouzské kuchařce Le Cuisinier François z roku 1651, napsané Françoisem Pierre La Varennem. Byla pojmenovaná na počest markýze Louise de Béchameila, finančníka a správce Bretaně, který je místy nesprávně[zdroj⁠?!] označován za autora receptu.
Omáčka byla původně telecí velouté s velkým množstvím smetany.
Recept vydaný v roce 1749 uváděl moderní a tradiční verzi bešamelu. Podle tradičního receptu se na pánvi rozpustilo máslo, na kterém se  osmahla nakrájená šalotka, kořenová zelenina, zelená cibulka a petrželka; pak se přidala smetana, sůl, na hrubo umletý černý pepř a muškátový oříšek. Omáčka se povařila, pak se přecedila a před podáváním se do ní přidal kousek másla. Podle modernější verze se povařená omáčka  neprolisovala a před podáváním se  přidala čerstvá petrželka.
Za směrodatný je však dnes považován především recept Louise Saulniera z roku 1914, uveřejněný v knize Le Répertoire de la Cuisine.